# Philippe Corbé
Philippe Corbé, né le 8 novembre 1979 à Morlaix, est un journaliste français.

## Carrière
Philippe Corbé grandit dans le village de Cléder en Bretagne. Sa mère Denise est secrétaire et son père Guy Corbé est conducteur de poids lourd. Il étudie le journalisme à l'Institut d'études politiques de Lyon et est diplômé de l'École supérieure de journalisme de Lille. Il est aussi titulaire en 2015 d’un Executive Master Management des médias et du numérique à Sciences Po. Il remporte en 2003 la Bourse Dumas, un concours de jeunes journalistes, et est embauché par la radio RTL au service politique puis présente des journaux ou joue le rôle du joker de la matinale RTL Matin. En 2015, il devient le correspondant à New York de cette radio RTL.
Le 3 septembre 2019 il reçoit le Grand Prix des Médias du meilleur podcast de l'année pour Une Lettre d'Amérique,.
En 2021, il est engagé par la chaîne d'information continue BFM TV pour en diriger le service politique à la place de Camille Langlade. Au sein de ce service, il est également présentateur du podcast éponyme, Le Service politique. Lancé en septembre 2021, il a pour but de relater les différents évènements de la campagne présidentielle sous la forme d'une discussion entre Philippe Corbé et un ou plusieurs journalistes politiques de la chaîne.
En mars 2023, il est nommé directeur de la rédaction de BFM TV et remplace Céline Pigalle partie sur France Bleu.
Il quitte BFM TV en octobre 2024.
En décembre 2024, il crée Zeitgeist, une newsletter quotidienne et un podcast hebdomadaire sur les États-Unis.
En avril 2025, il est nommé à la direction de l'information de France Inter où il succède à Marc Fauvelle.

## Vie privée
Il se marie le 1er juin 2019 à l’église épiscopalienne Saint Paul à Marfa au Texas avec Javier Miguel Céspedes, un réfugié cubano-américain avec qui il a vécu aux États-Unis lorsqu’il était le correspondant de la radio RTL à New York.
Le 28 juillet 2020, il est victime d’une agression homophobe alors qu’il se trouve sur la terrasse d’un restaurant new-yorkais. Il reçoit le soutien de personnalités en France.

## Ouvrages
- La Dernière Campagne : les 500 jours du sarkozysme, Grasset, 2012.
- J'irai danser à Orlando, Grasset, 2017, sur l'attentat d'Orlando (Floride) du 12 juin 2016.
- Trumpitudes et turpitudes. Un carnage américain, Grasset, 2018[16]  (ISBN 9782246814443).
- Roy Cohn. L'avocat du diable, Grasset, 2020[17],[18],[19],[20].
- Cendrillon est en prison, Grasset, 2024.